# Inessa Kravets
Inessa Mykolajivna Kravets (Dnepropetrovsk, 5 de outubro de 1966) é uma atleta da Ucrânia que se sagrou campeã olímpica do salto triplo em 1996.
Deteve o recorde mundial outdoor da modalidade por 26 anos. Além disso, foi também uma grande atleta do salto em distância, onde obteve 7,37 metros como a melhor marca pessoal.
Ela bateu o recorde mundial do salto triplo com a marca de 15,50 metros quando venceu o Campeonato Mundial de 1995, melhorando em 45 centímetros o recorde anterior, após estudar uma foto de Jonathan Edwards. Teve uma lesão grave em 1997 e ela perdeu a temporada de 1998.
Em 1993, Inessa Kravets já havia sido banida por 3 meses pelo uso de estimulantes. Em julho de 2000 ela foi suspensa por 2 anos após testar positivo para o uso de esteróides de reforço de desempenho.